# Geotrypetes pseudoangeli
Geotrypetes pseudoangeli és una espècie d'amfibi sense pates de la família dels dermophiidae. Va ser descrit per Edward Harrison Taylor el 1968.
Probablement viu sota terra al bosc. Altres hàbitats possibles són plantacions d'arbres fruiters, jardins rurals i  bosc secundari. Se suposo que com el Geotrypetes seraphini, és vivípar i no depèn de l'aigua per a reproduir-se.

## Distribució
Només és coneguda de la localitat tipus a Libèria a la frontera de l'extrem sud de Guinea, on probablement també n'hi ha.